# Austrocarabodes sphaerula
Austrocarabodes sphaerula är en kvalsterart som beskrevs av Balogh 1970. Austrocarabodes sphaerula ingår i släktet Austrocarabodes och familjen Carabodidae. Inga underarter finns listade.